# A imagen y semejanza
A imagen y semejanza es una película documental de la cineasta ecuatoriana Diana Varas estrenada en 2008. El filme tiene una duración de 40 minutos y explora la diversidad sexual en Ecuador a través de las historias de vida de cuatro personas transgénero ecuatorianas. Entre las personalidades LGBT presentadas en el documental estuvieron: Mabell García, activista transgénero, Daniel Moreno, artista drag, y Ginger Paris, cantante transgénero.
El documental fue rodado en 2007 como parte del proyecto de graduación de Varas para la carrera de comunicación social de la Universidad Casa Grande.
Fue exhibido en eventos como el Festival Internacional de Cine LGBT El Lugar Sin Límites, en donde fue el primer filme ecuatoriano en ser presentado en su historia, el Festival Internacional del Nuevo Cine Latinoamericano de La Habana, el Festival de Casa Amèrica Catalunya, el festival LesGaiCineMad, el Festival Diversa de Buenos Aires y el Festival Internacional de Cine Documental Encuentros del Otro Cine.

## Reacciones
Los hechos presentados en el documental, que en una escena muestra cómo dos mujeres transgénero (entre ellas Mabell García) son maltratadas cuando acuden al Registro Civil de Santa Elena para obtener sus cédulas de identidad, generaron un efecto en las autoridades ecuatorianas, quienes sancionaron al servidor público que protagonizó el maltrato. Las autoridades además permitieron a García obtener su documento de identidad en la misma dependencia del Registro Civil a la que había acudido originalmente.